# Ekhó
Ekhó volt a visszhang nimfája a görög mitológiában. Két története is ismert.
Az első legenda szerint Ekhó segített Zeusznak, hogy Héra figyelmét elvonja csacsogásával a főisten szerelmi dolgairól. Ám az istenek királynéja rájött a cselre, és büntetésből Ekhót azzal sújtotta, hogy örökké mások mondatait ismételgesse, és még azt se tudja egészen kimondani, csak mindig a végét ismételje el. Az elátkozott nimfa ezután beleszeretett a hiú Nárciszba, vagy Narkisszoszba. Azonban Nárcisz olyannyira bele volt habarodva saját magába, hogy nem is vett tudomást Ekhóról. Nárcisz egyszer leült egy tó partjára, és tükörképét nézte addig, amíg meg nem halt. A visszhang nimfája, pedig csak bámulhatta a hiú istent, és fájdalmában felemésztődött, így csak a hangja maradt meg.
A másik mítosz szerint Ekhó gyönyörű szép nimfa volt, akinek az életét a zene tette ki. Egy erdő mélyén élt, és muzsikált. Épp ezért megtagadott minden szerelmet, és csak a zenének élt. Közönyével kivívta Pán isten haragját, aki követőivel, a pásztorokkal rátámadt Ekhóra, és bosszúból darabokra tépték a nimfát, majd szétszórták az egész világon darabjait. Gaia földistennő megsajnálta Ekhót, és befogadta saját testébe. A kesergő nimfa a zene után vágyakozott, de erejéből csak annyira futotta, hogy ismételgesse bárki szavait az egész világon, amerre csak szét lett szórva.